# ألكسيس هولمز
أليكسيس هولمز (من مواليد 28 يناير 2000) هو لاعبة ألعاب قوى أمريكية متخصصة في التتنافس في سباق 400 متر، كانت ضمن الفريق الأمريكي الذي حقق الميدالية الذهبية في منافسات سباق 4 × 400 متر تتابع للسيدات في دورة الألعاب الأولمبية الصيفية 2024 على ستاد دو فرانس في باريس، فرنسا. كانت هذه هي المرة الثامنة على التوالي التي تفوز فيها السيدات الأمريكيات بالميدالية الذهبية في هذا الحدث الأولمبي. تمكن الفريق الأمريكي من تحقيق زمن قدره ثلاث دقائق و15.27 ثانية، ليقتربوا بفارق ضئيل من الرقم القياسي العالمي الذي سجله الاتحاد السوفييتي السابق في عام 1988.
في سباق 400 متر للسيدات في ألعاب القوى تأهلت أليكسيس هولمز للجولة التالية واحتلت اللاعبة البالغة من العمر 24 عامًا المركز الثاني في مجموعتها بنتيجة 50.35 نقطة، واحتلت المركز التاسع في الترتيب العام.

### المسابقات الدولية
| العام | المسابقة          | المكان       | المركز | حدث                    | ملاحظة  |    |
| ----- | ----------------- | ------------ | ------ | ---------------------- | ------- | -- |
| 2024  | الألعاب الأولمبية | باريس، فرنسا | 6th    | 400 متر                | 49.77   | PB |
| 2024  | الألعاب الأولمبية | باريس، فرنسا | 1st    | سباق 4 × 400 متر تتابع | 3:15.27 | AR |